# 中山観音駅
中山観音駅（なかやまかんのんえき）は、兵庫県宝塚市中山寺二丁目にある、阪急電鉄宝塚本線の駅。駅番号はHK-53。
安産祈願で知られる中山寺の門前に位置する。また、中山台ニュータウン（中山桜台・中山五月台）への入口駅でもある。

## 歴史
開業時の駅名は「中山寺駅」で、その後「中山駅」と改称され2013年に現在の駅名となった。中山駅と称していたころには「中山観音前」という副駅名があり、車内放送でも案内されていた。

### 年表
- 1910年（明治43年）3月10日：箕面有馬電気軌道（のちの阪急電鉄）の開通と同時に中山寺駅（なかやまでらえき）として開業[3]。阪急電鉄最古の駅の一つ。
- 時期不詳：中山駅（なかやまえき）に改称[4]。
- 1960年（昭和35年）：地下駅舎が完成[2]。
- 1981年（昭和56年）：地下駅舎の改札部分を約20m東へ移動する改築[2]。
- 1983年（昭和58年）6月20日：地下駅舎化[5]。
- 2013年（平成25年）12月21日：中山観音駅に改称[6]。同時に駅番号導入[6][7]。

## 駅構造
相対式ホーム2面2線を有する地上駅。分岐器や絶対信号機を持たないため、停留所に分類される。改札・コンコースは宝塚寄りの地下にあるほか、大阪梅田方面ホームの宝塚寄りには地上改札もある。トイレは大阪方面ホームにある。
駅西側に自由通路が設置されている。これは1981年の改築前まで使用していた旧改札の跡である。

### のりば
| 号線 | 路線      | 方向 | 行先                                   |
| ---- | --------- | ---- | -------------------------------------- |
| 1    | ■宝塚本線 | 下り | 宝塚・神戸・西宮北口・仁川・今津方面   |
| 2    | ■宝塚本線 | 上り | 大阪梅田・十三・箕面・京都・北千里方面 |

※実際には構内にのりば番号表記はないが、スマートフォン向けアプリ「阪急沿線アプリ(旧名:阪急沿線ナビ TOKKアプリ)」の発車案内機能では、宝塚方面が1号線、大阪梅田方面が2号線と表示されている。

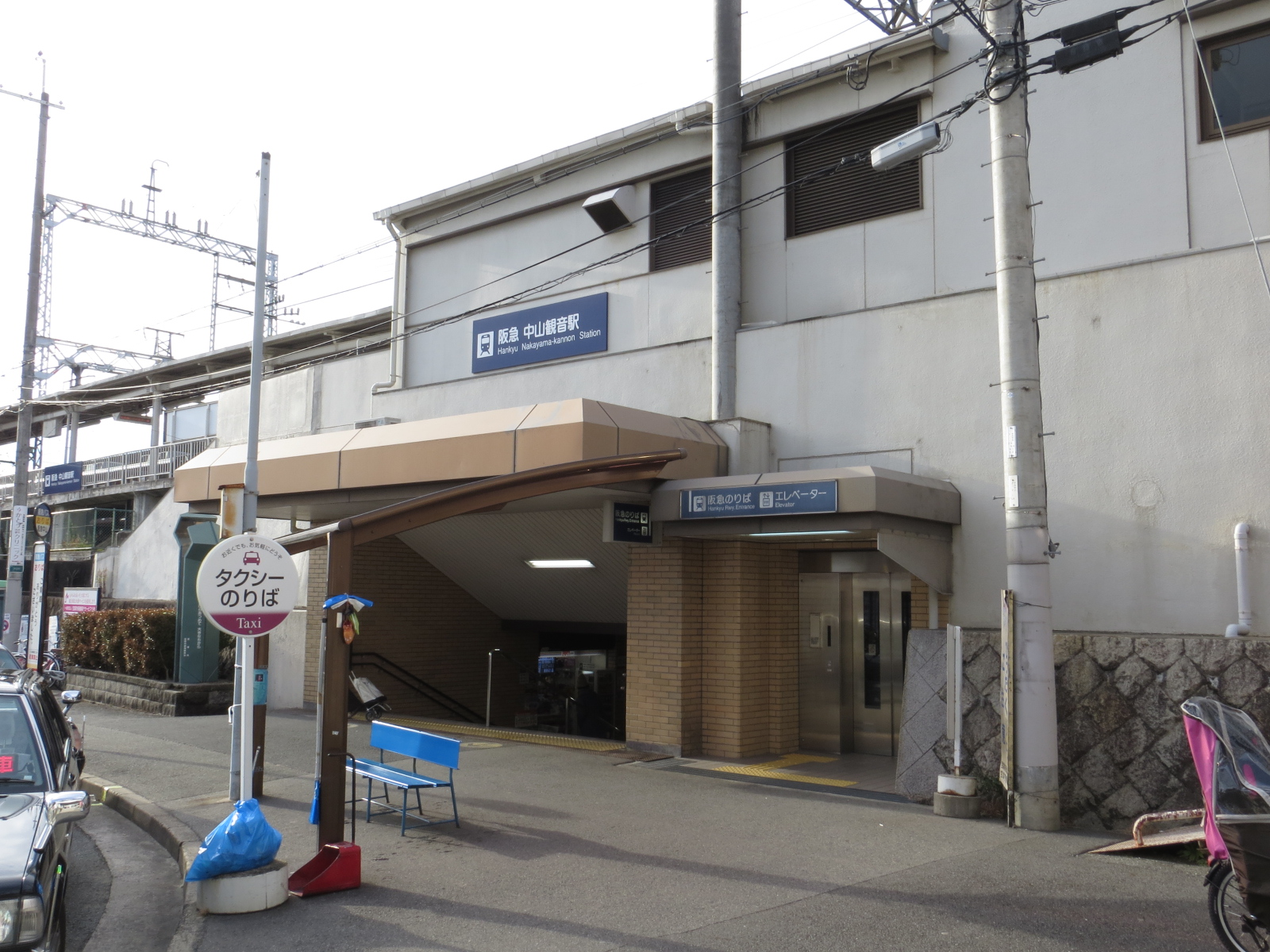
南口
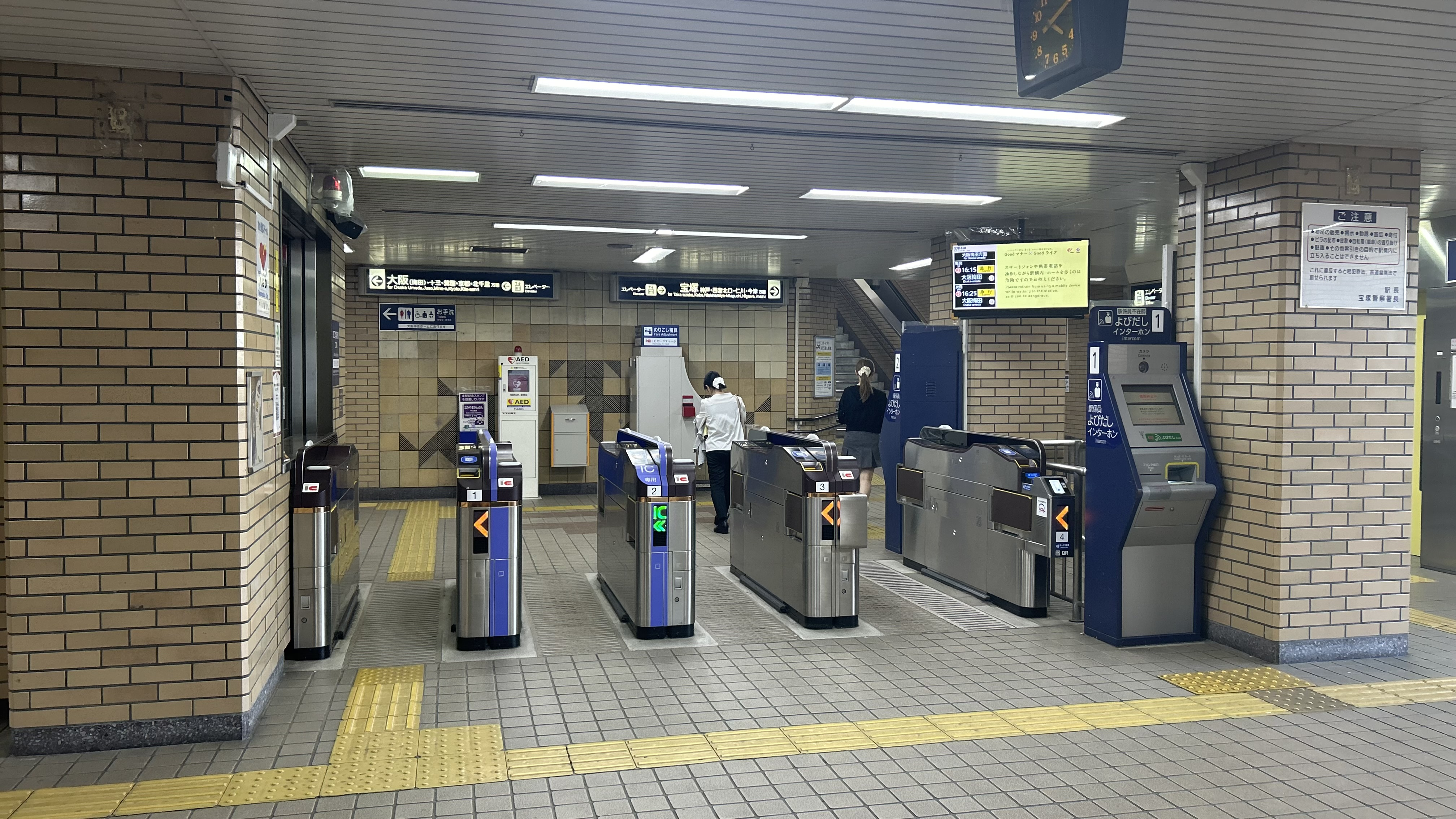
南改札口
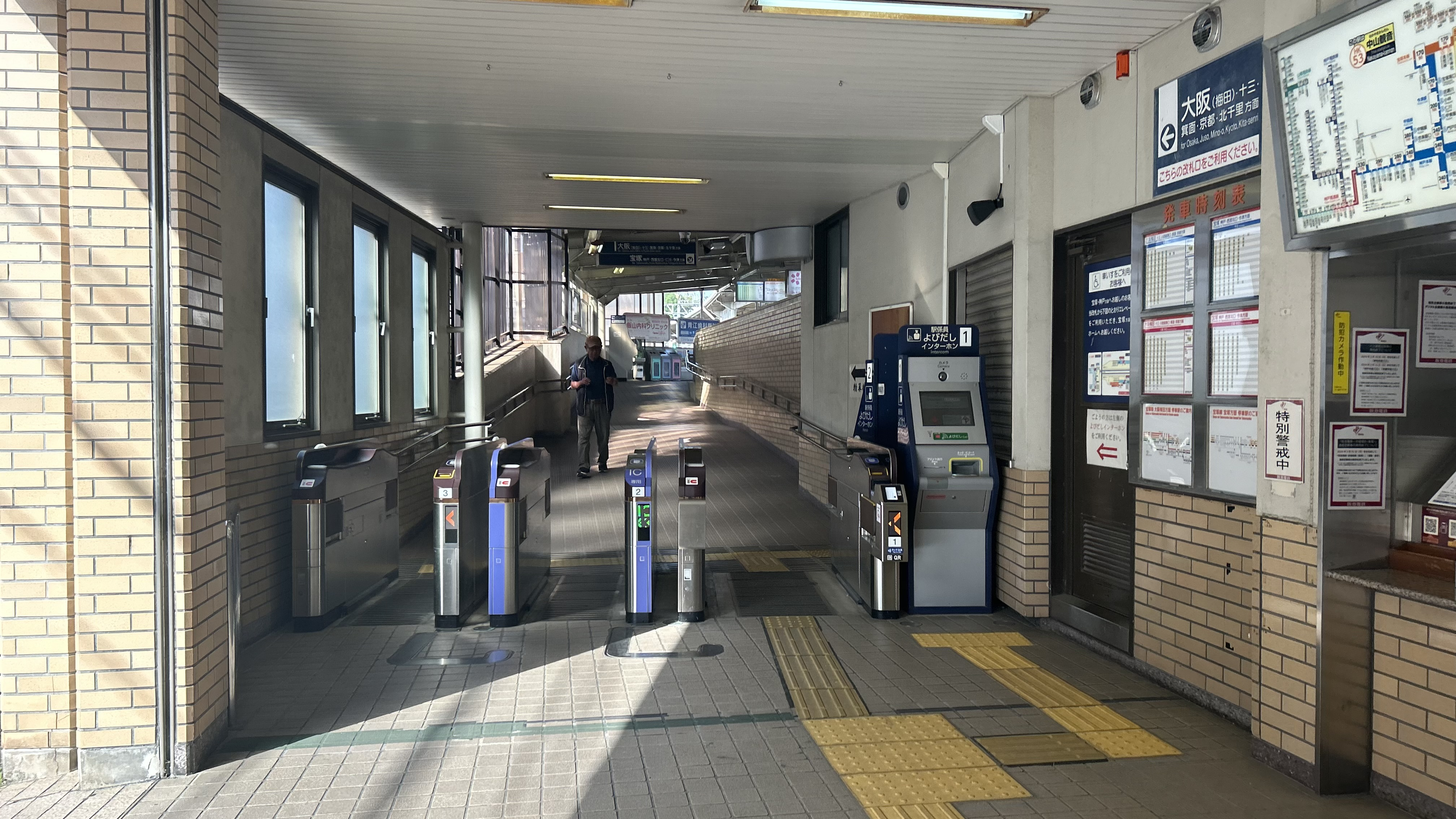
北改札口
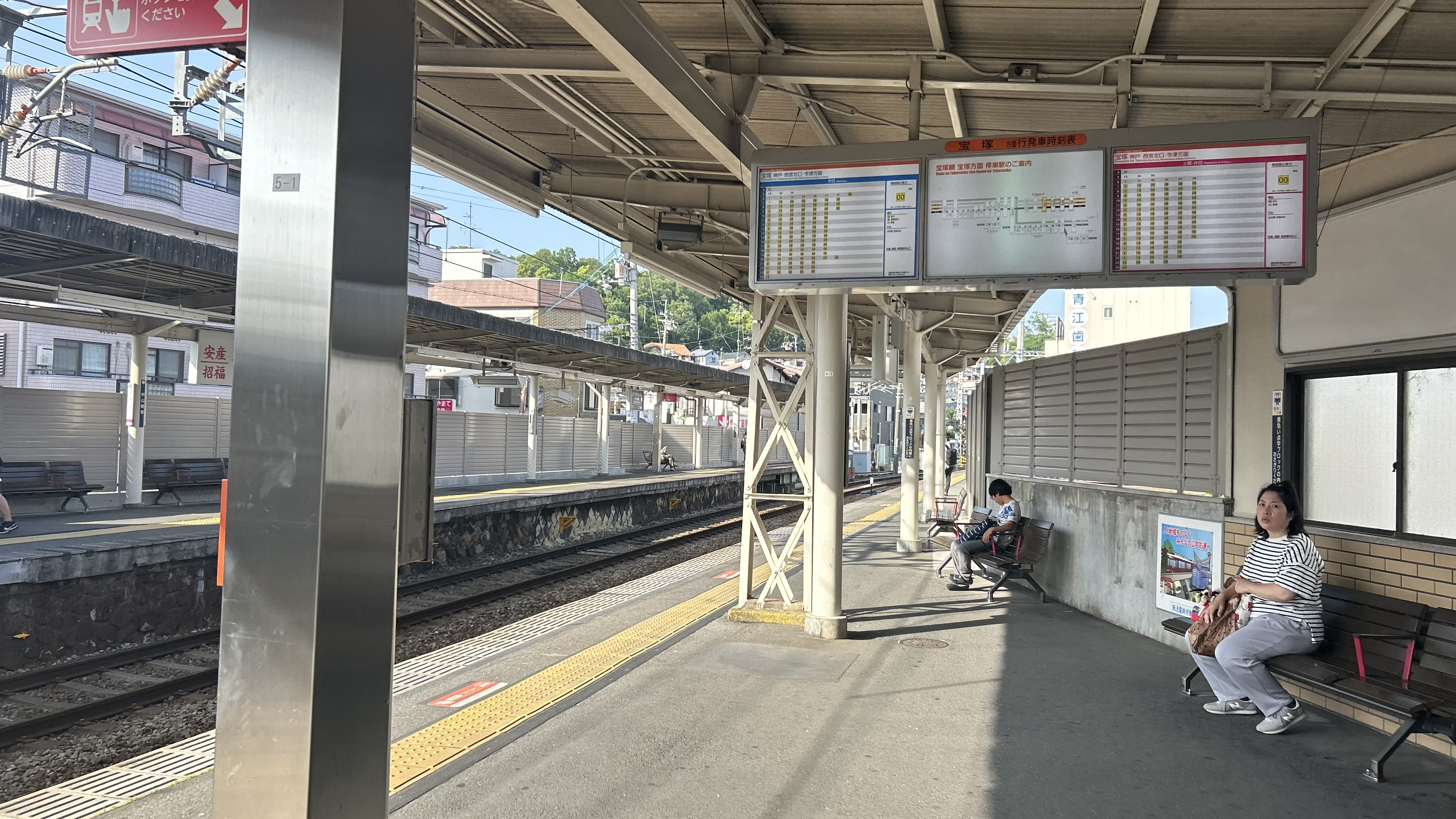
宝塚方面ホーム
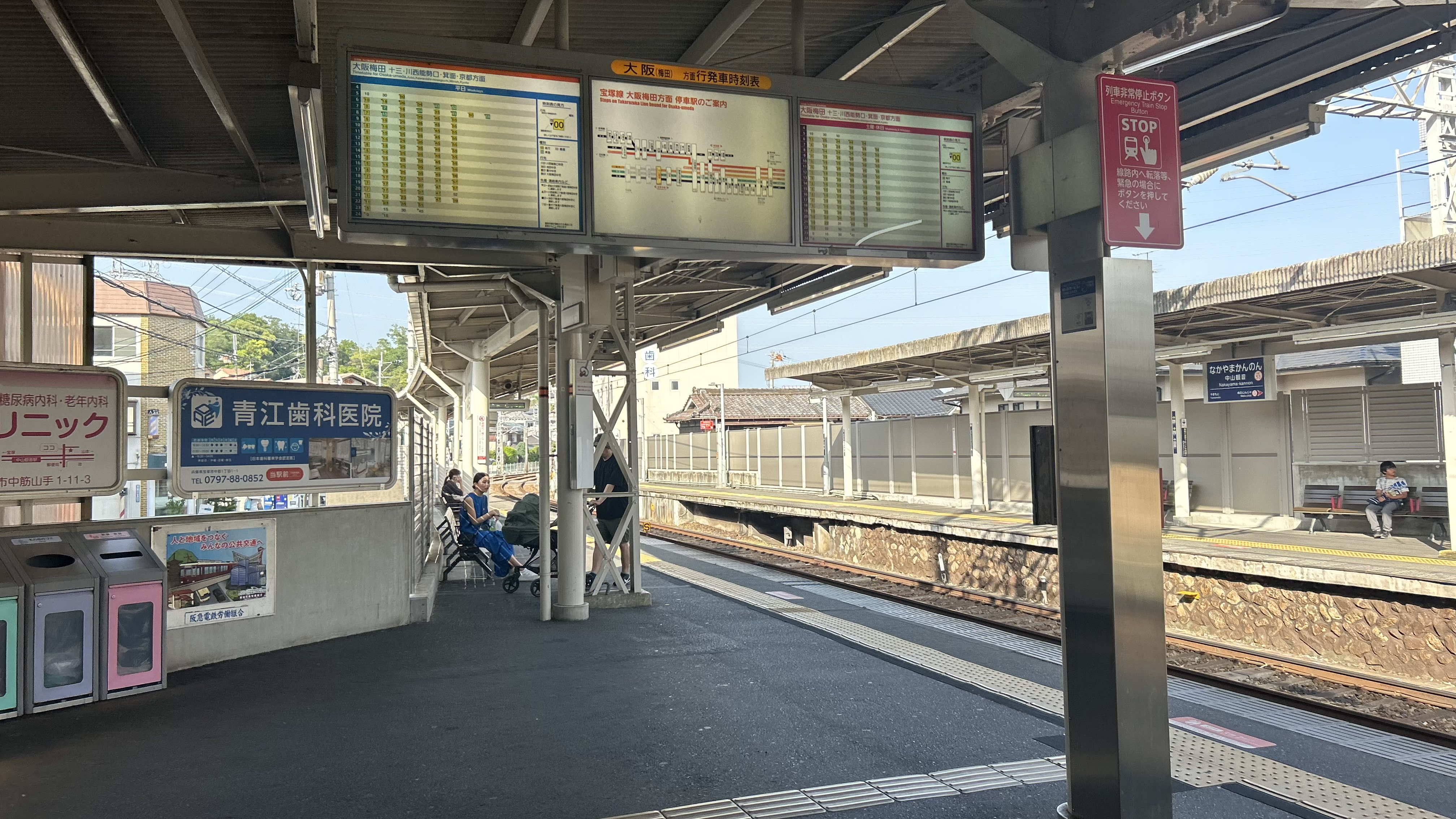
大阪方面ホーム
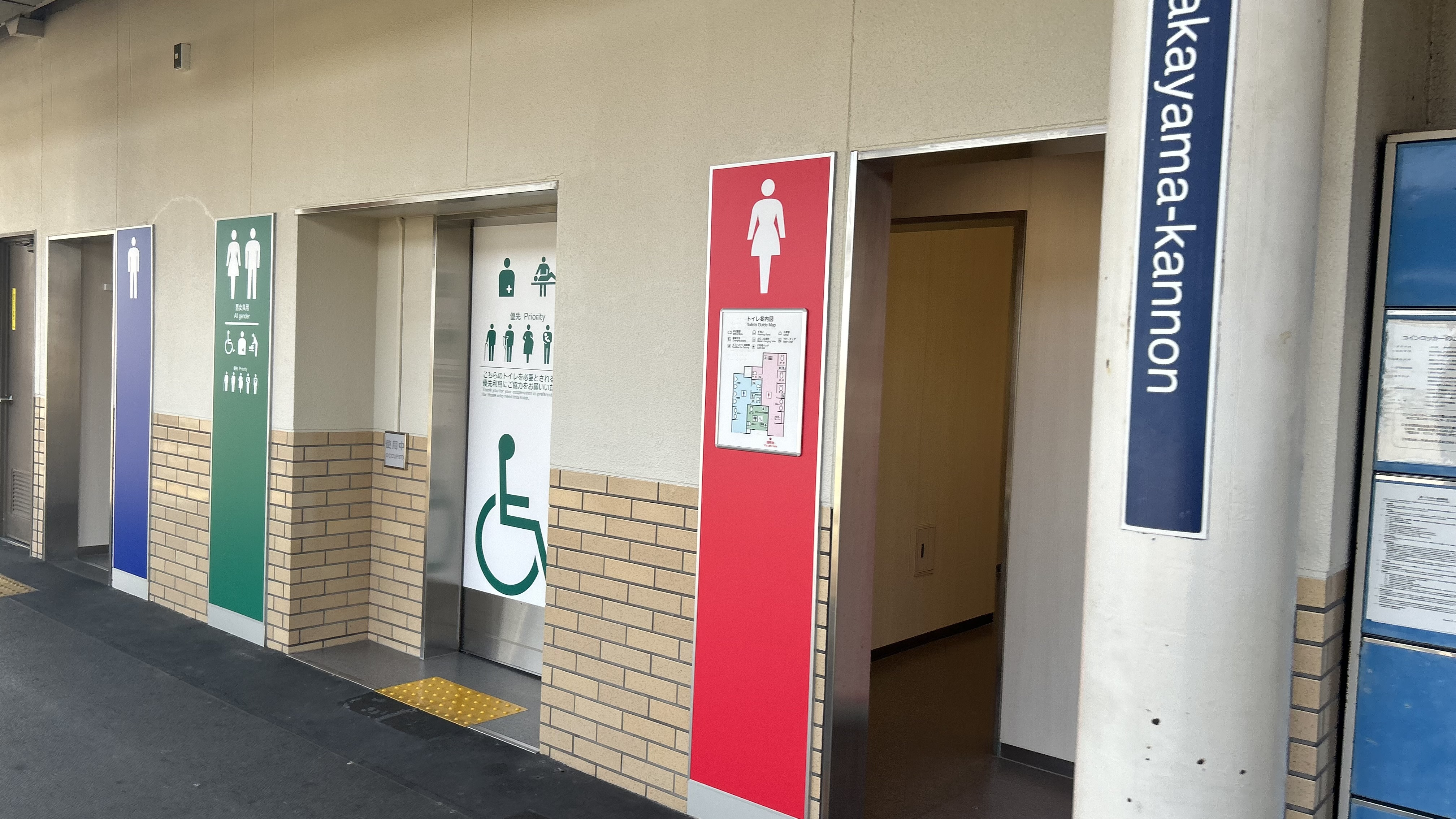
トイレ
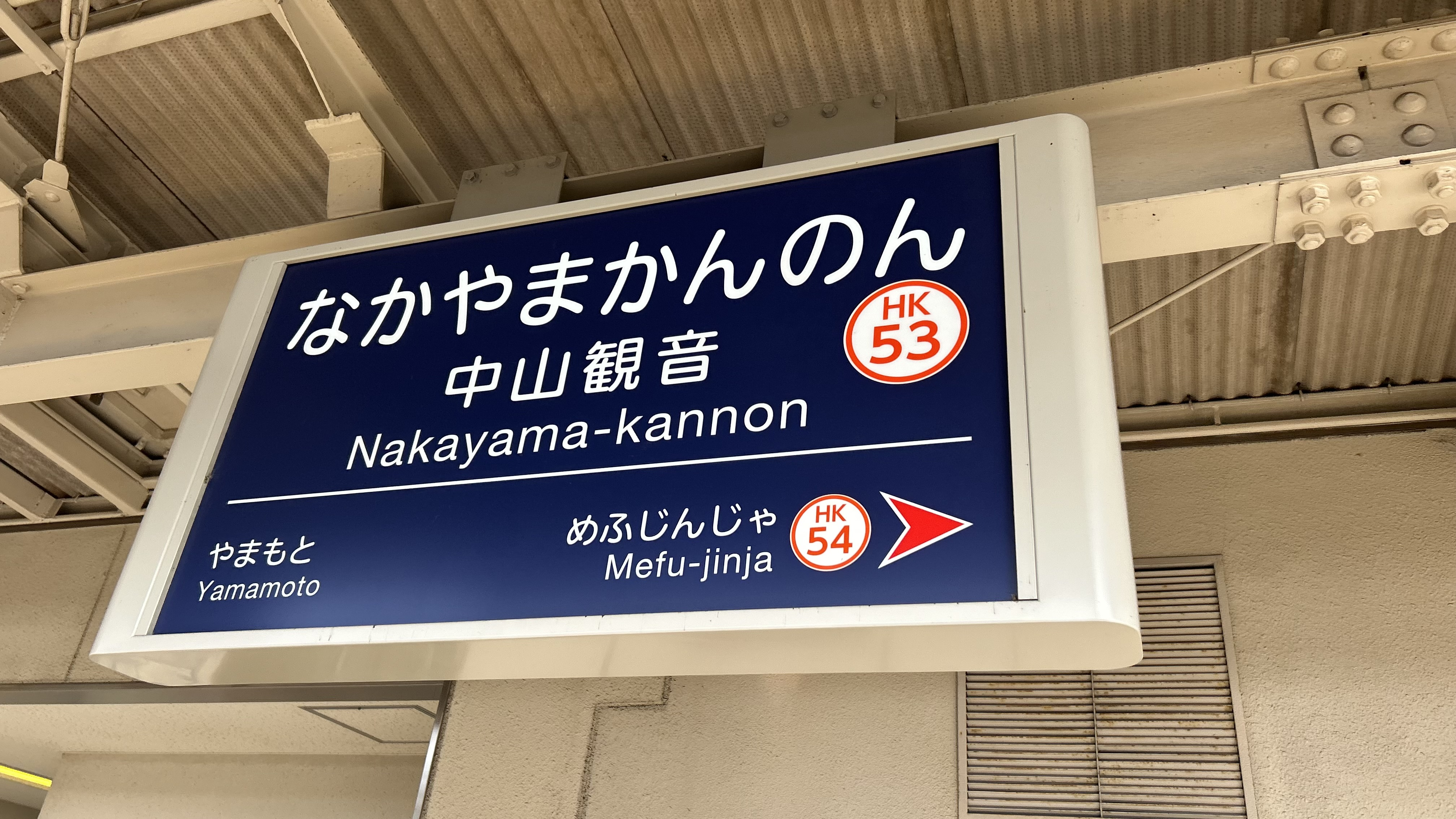
駅名標

## 利用状況
2023年（令和5年）の通年平均の乗降人員は9,572人である。阪急電鉄の駅では中津駅に次いで第66位。
また、2019年（令和元年）のある特定日における1日の乗降人員は11,994人である。
各年度の特定日における1日の乗車・乗降人員推移は下表の通り。
| 年度               | 特定日   | 特定日   |
| 年度               | 乗降人員 | 乗車人員 |
| ------------------ | -------- | -------- |
| 1996年（平成08年） | 18,110   | 9,018    |
| 1997年（平成09年） | 19,660   | 10,413   |
| 1998年（平成10年） | 16,908   | 8,332    |
| 1999年（平成11年） | -        | -        |
| 2000年（平成12年） | 15,801   | 8,427    |
| 2001年（平成13年） | 14,683   | 7,282    |
| 2002年（平成14年） | 15,146   | 7,641    |
| 2003年（平成15年） | 13,114   | 6,517    |
| 2004年（平成16年） | 13,364   | 6,685    |
| 2005年（平成17年） | 12,478   | 6,118    |
| 2006年（平成18年） | 12,269   | 6,066    |
| 2007年（平成19年） | 13,314   | 6,612    |
| 2008年（平成20年） | 12,304   | 6,202    |
| 2009年（平成21年） | 11,698   | 5,786    |
| 2010年（平成22年） | 12,219   | 6,004    |
| 2011年（平成23年） | 13,171   | 6,563    |
| 2012年（平成24年） | 12,246   | 6,143    |
| 2013年（平成25年） | 12,561   | 6,239    |
| 2014年（平成26年） | 12,100   | 5,983    |
| 2015年（平成27年） | 12,799   | 6,411    |
| 2016年（平成28年） | 12,574   | 6,288    |
| 2017年（平成29年） | 12,349   | 6,168    |
| 2018年（平成30年） | 11,943   | 5,975    |
| 2019年（令和元年） | 11,994   | 5,990    |
| 2020年（令和 2年） | 9,197    | 4,580    |

## 駅周辺
駅周辺は住宅地やニュータウンが広がっている。
- 中山寺（中山観音）
- 宝塚中筋郵便局
- 国道176号
- ダイエー宝塚中山店
  - 三井住友銀行ダイエー宝塚中山出張所    - ※2024年2月5日より、宝塚中山出張所が宝塚支店（宝塚駅の近く）内に移転しており、ダイエー宝塚中山店内にATMを新設。
- 福知山線（JR宝塚線）中山寺駅は、南東に600メートル[2]。
- 市杵島姫神社
- 宝塚平安祭典会館
- 三菱UFJ銀行宝塚中山支店

### バス路線
北口・南口にそれぞれ停留所があり、阪急バスの路線（宝塚市内線）が乗り入れる。なお、50系統・75系統の宝塚営業所前方面発着便はJR中山寺駅を経由して北口と南口両方に停車する。
- 阪急中山観音駅（北口）のりば
  - 68系統：中山台二丁目→桜台四丁目→五月台六丁目方面循環（平日朝のみ）
  - 50系統：中山台二丁目→五月台四丁目→五月台六丁目→五月台五丁目→桜台四丁目方面循環
  - 75系統：中山台二丁目→五月台三丁目→五月台五丁目 行
  - 50系統：宝塚営業所前 行
  - 75系統：阪急逆瀬川駅 行

- 阪急中山観音駅（南口）のりば
  - 86系統：阪急山本駅 行（JR中山寺駅（北口）・山手四丁目・桜台四丁目・五月台七丁目・宝塚山手台四丁目経由）
  - 165系統：山手四丁目・桜台四丁目・五月台五丁目・五月台六丁目方面循環（JR中山寺駅は非経由）
  - 167系統：山手四丁目・桜台四丁目・五月台六丁目方面循環（JR中山寺駅は非経由）
  - 150系統：山手四丁目・五月台三丁目・桜台四丁目方面循環（JR中山寺駅（北口）経由）
  - 50系統：五月台三丁目・五月台六丁目・桜台四丁目方面（JR中山寺駅（北口）・中筋山手二丁目経由）
  - 74系統：宝塚営業所前 行（中筋八丁目経由）
  - 75系統：五月台五丁目 行（JR中山寺駅（北口）・中筋山手二丁目・五月台三丁目経由）
  - 75系統：阪急逆瀬川駅 行（五月台五丁目始発。宝塚営業所・宝塚市立病院（玄関前）・宝塚市役所前経由）
  - 50系統・売布循環線：宝塚営業所前行
  - 売布循環線：売布ガ丘・泉ガ丘方面循環（阪急売布神社駅経由）、宝塚市立病院（玄関前）行（平日のみ）

## 隣の駅
阪急電鉄
■宝塚本線
■急行・■通勤急行・■準急・■普通（通勤急行は宝塚行きのみ、準急は大阪梅田行きのみ運転）
山本駅 (HK-52) - 中山観音駅 (HK-53) - 売布神社駅 (HK-54)